# Adrián Arnu
Adrián Arnuncio Baquerín (Palencia, 4 de marzo de 2007), más conocido como Adrián Arnu, es un futbolista español que juega de delantero en el Real Valladolid de la Segunda División de España.

## Trayectoria
Nacido en Palencia, es un futbolista formado en las categorías inferiores del CD San Juanillo hasta 2017, cuando ingresó con apenas 10 años en la cantera del Real Valladolid Club de Fútbol.
En la temporada 2023-24, con apenas 16 años formó parte de la plantilla del Real Valladolid Promesas de la Segunda Federación, con el que disputa 17 partidos en los que anota dos goles en 577 minutos.
El 11 de mayo de 2024, debutó en Segunda División en la la jornada 39 contra el RCD Espanyol en partido disputado en el Estadio José Zorrilla que acabó con empate a cero y en el que disputó 66 minutos de partido, convirtiéndose en el segundo jugador más joven de la historia en debutar con el conjunto pucelano.
El 20 de diciembre de 2024 debutó en Primera División en partido de la 18.ª jornada de la temporada 2024-25 contra el Girona FC en el Estadio Municipal de Montilivi. El partido acabó con derrota por 3-0 y entró al partido ya con ese marcador tra entrar con el número 29 por el brasileño Marcos André.

### Selección nacional

#### España Sub-17
Arnu debutó el 6 de septiembre de 2023 y como titular en partido amistoso contra Marruecos en partido amistoso en el que anotó un gol. Más tarde, disputaría un total de 10 encuentros en los que anotaría 8 goles, la mayoría de ellos en encuentros de Clasificación al Campeonato Europeo Sub-17 de la UEFA 2024.

## Clubes
Actualizado a 2 de junio de 2024.
| Club                           | País          | Año           | Partidos | Goles |
| ------------------------------ | ------------- | ------------- | -------- | ----- |
| Real Valladolid C. F. Promesas | España        | 2023-2025     | 43       | 6     |
| Real Valladolid C. F.          | España        | 2023-act.     | 7        | 0     |
| Total carrera                  | Total carrera | Total carrera | 50       | 6     |